# Klechtávecký rybník
Klechtávecký rybník o rozloze vodní plochy 1,5 ha se nalézá na horním toku Klechtáveckého potoka v lese asi 1 km západně od centra obce Rohoznice v okrese Pardubice. V les nad rybníkem se nalézá ruina loveckého zámečku Rohoznice. Rybník je využíván pro chov ryb.

## Galerie

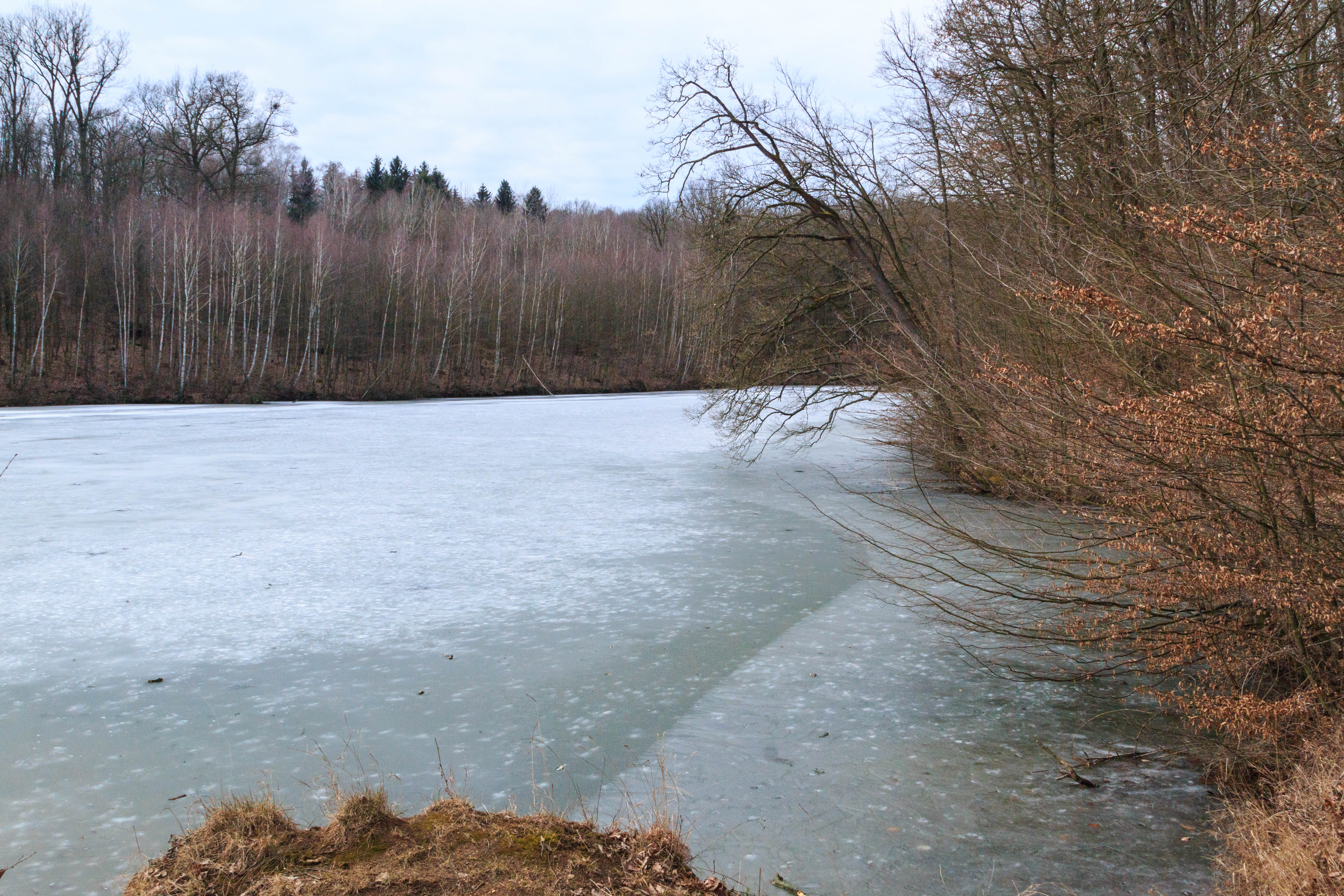
pohled na Klechtávecký rybník
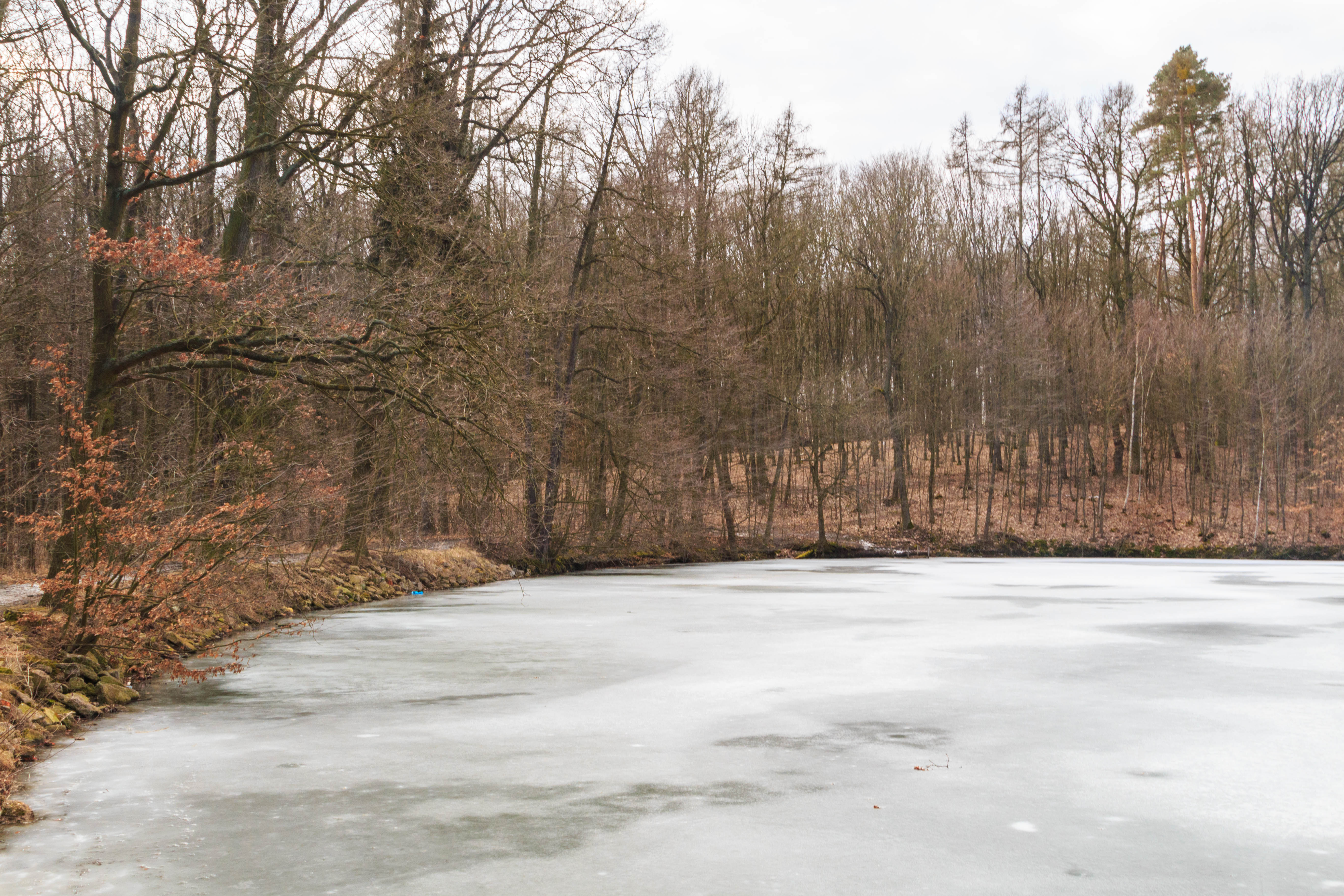
pohled na Klechtávecký rybník
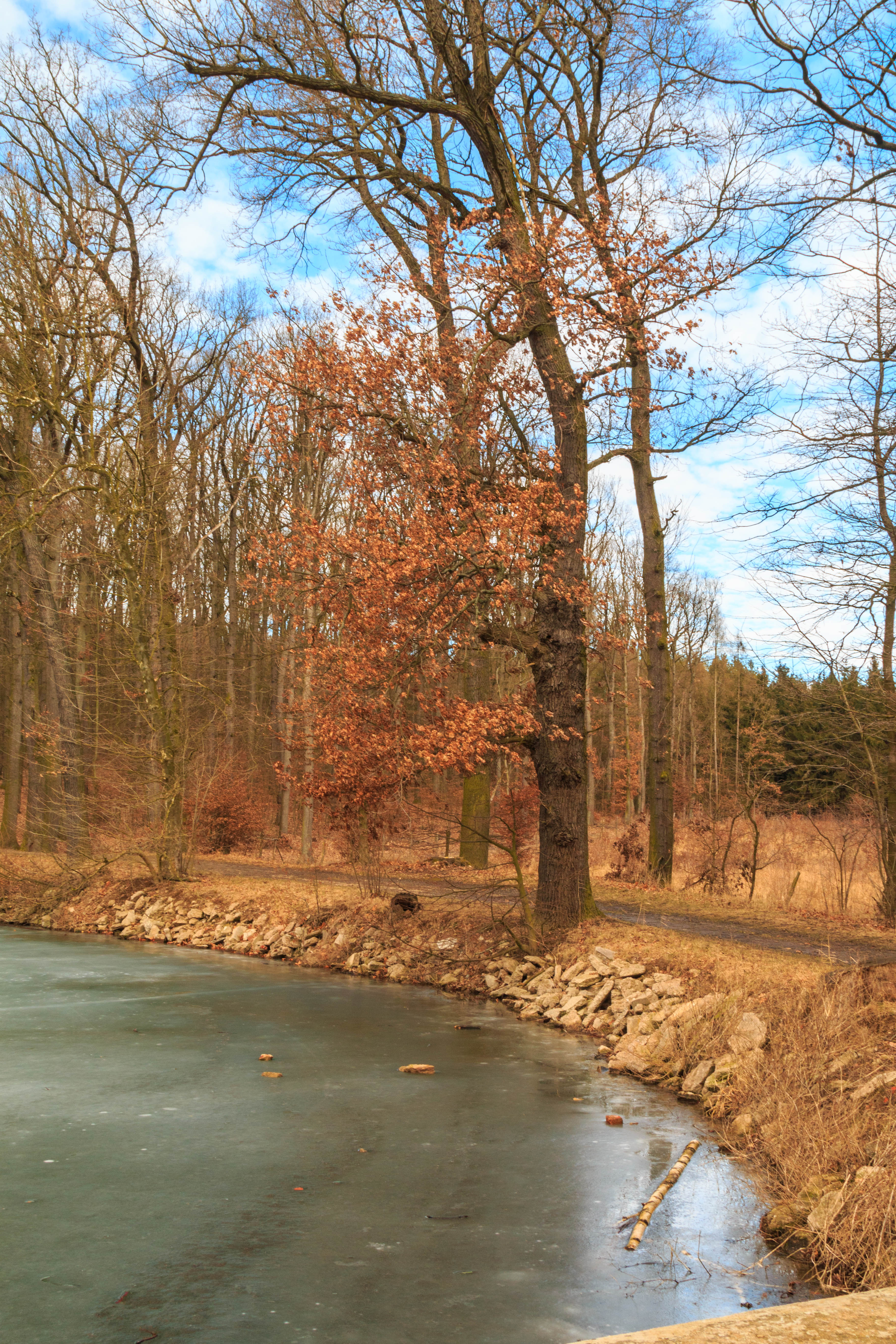
pohled na Klechtávecký rybník
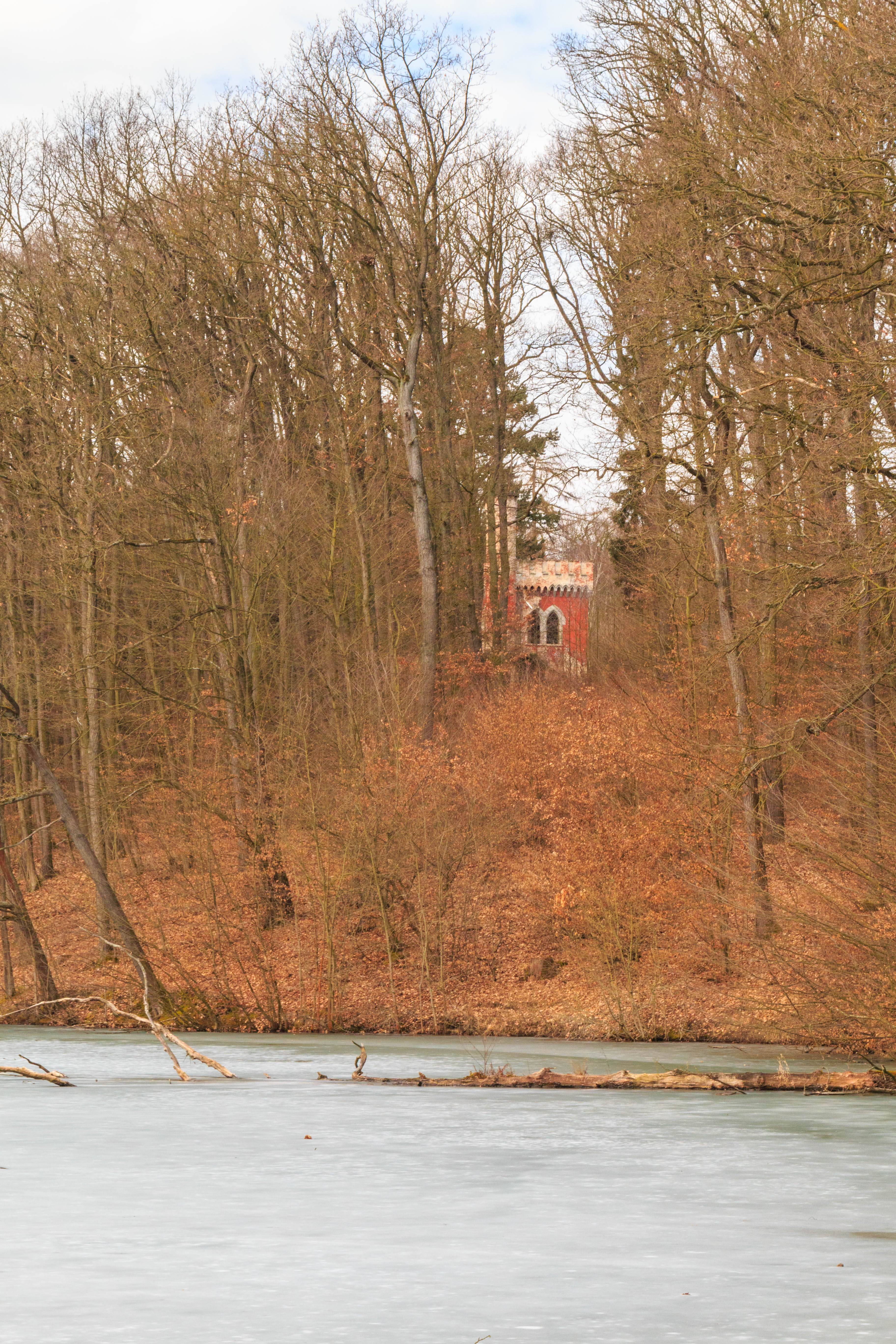
pohled na Klechtávecký rybník, v pozadí lovecký zámeček